# Leichtathletik-Weltmeisterschaften 2011/Teilnehmer (Tschechien)
| Gelbes Symbol für Goldmedaillen mit stilisierten Olympischen Ringen | Graues Symbol für Silbermedaillen mit stilisierten Olympischen Ringen | Braundes Symbol für Bronzemedaillen mit stilisierten Olympischen Ringen |
| ------------------------------------------------------------------- | --------------------------------------------------------------------- | ----------------------------------------------------------------------- |
| —                                                                   | 1                                                                     | —                                                                       |

Der tschechische Leichtathletik-Verband stellte bei den Leichtathletik-Weltmeisterschaften 2011 im koreanischen Daegu 21 Teilnehmer.

## Ergebnisse

### Männer

#### Laufdisziplinen
| Athlet       | Disziplin | Vorlauf    | Vorlauf | Halbfinale | Halbfinale | Finale        | Finale        |
| Athlet       | Disziplin | Zeit       | Platz   | Zeit       | Platz      | Zeit          | Platz         |
| ------------ | --------- | ---------- | ------- | ---------- | ---------- | ------------- | ------------- |
| Pavel Maslák | 200 m     | 20,63 s PB | 11      | 20,87 s    | 14         | ausgeschieden | ausgeschieden |

#### Sprung/Wurf
| Athlet           | Disziplin      | Qualifikation | Qualifikation | Finale        | Finale        |
| Athlet           | Disziplin      | Weite/Höhe    | Platz         | Weite/Höhe    | Platz         |
| ---------------- | -------------- | ------------- | ------------- | ------------- | ------------- |
| Jaroslav Bába    | Hochsprung     | 2,31 m        | 8             | 2,32 m        | 4             |
| Jan Kudlička     | Stabhochsprung | 5,50 m        | 12            | 5,65 m SB     | 9             |
| Jan Marcell      | Kugelstoßen    | 19,51 m       | 19            | ausgeschieden | ausgeschieden |
| Jan Marcell      | Diskuswurf     | 62,29 m       | 13            | ausgeschieden | ausgeschieden |
| Petr Frydrych    | Speerwurf      | 76,18 m       | 24            | ausgeschieden | ausgeschieden |
| Jakub Vadlejch   | Speerwurf      | 80,08 m       | 16            | ausgeschieden | ausgeschieden |
| Vítězslav Veselý | Speerwurf      | 81,64 m       | 8             | 84,11 m SB    | 4             |

#### Zehnkampf
| Athlet       | Disziplin | 100 m   | Weit- sprung | Kugel- stoßen | Hoch- sprung | 400 m      | 110 m Hürden | Diskus- wurf | Stabhoch- sprung | Speer- wurf | 1500 m      | Punkte | Platz |
| ------------ | --------- | ------- | ------------ | ------------- | ------------ | ---------- | ------------ | ------------ | ---------------- | ----------- | ----------- | ------ | ----- |
| Roman Šebrle | Ergebnis  | 11,25 s | 7,30 m       | 15,20 m       | 2,05 m       | 51,18 s SB | 14,75 s SB   | 46,93 m      | 4,80 m           | 67,28 m     | 4:29,19 min | 8069   | 13    |
| Roman Šebrle | Punkte    | 806     | 886          | 802           | 850          | 761        | 880          | 807          | 849              | 848         | 750         | 8069   | 13    |

### Frauen

#### Laufdisziplinen
| Athletin                                       | Disziplin        | Vorlauf        | Vorlauf | Halbfinale | Halbfinale | Finale        | Finale        |
| Athletin                                       | Disziplin        | Zeit           | Platz   | Zeit       | Platz      | Zeit          | Platz         |
| ---------------------------------------------- | ---------------- | -------------- | ------- | ---------- | ---------- | ------------- | ------------- |
| Denisa Rosolová                                | 400 m            | 52,51 s        | 19      | 52,53 s    | 20         | ausgeschieden | ausgeschieden |
| Lucie Škrobáková                               | 100 m Hürden     | 12,89 s        | 7       | 12,98 s    | 16         | ausgeschieden | ausgeschieden |
| Zuzana Hejnová                                 | 400 m Hürden     | 55,12 s        | 7       | 54,76 s    | 4          | 54,23 s       | 7             |
| Marcela Lustigová                              | 3000 m Hindernis | 10:12,54 min   | 30      |            |            | ausgeschieden | ausgeschieden |
| Lucie Pelantová                                | 20 km Gehen      |                |         |            |            | 1:35:45 h     | 24            |
| Zuzana Schindlerová                            | 20 km Gehen      |                |         |            |            | 1:39:57 h     | 33            |
| Denisa Rosolová Zuzana Bergrová Zuzana Hejnová | 4 × 400 m        | 3:26,01 min SB | 7       |            |            | 3:26,57 min   | 5             |

#### Sprung/Wurf
| Athletin                  | Disziplin      | Qualifikation | Qualifikation | Finale        | Finale        |
| Athletin                  | Disziplin      | Weite/Höhe    | Platz         | Weite/Höhe    | Platz         |
| ------------------------- | -------------- | ------------- | ------------- | ------------- | ------------- |
| Jiřina Ptáčníková         | Stabhochsprung | 4,55 m        | 5             | 4,65 m SB     | 7             |
| Věra Pospíšilová-Cechlová | Diskuswurf     | 53,87 m       | 23            | ausgeschieden | ausgeschieden |
| Jarmila Klimešová         | Speerwurf      | 59,65 m       | 12            | 59,27 m       | 8             |
| Barbora Špotáková         | Speerwurf      | 63,40 m       | 4             | 71,58 m       | Silber        |

#### Siebenkampf
| Athletin         | Disziplin | 100 m Hürden | Hochsprung | Kugelstoßen | 200 m   | Weitsprung | Speerwurf | 800 m       | Punkte | Platz |
| ---------------- | --------- | ------------ | ---------- | ----------- | ------- | ---------- | --------- | ----------- | ------ | ----- |
| Kateřina Cachová | Ergebnis  | 13,81 s PB   | 1,77 m     | 11,64 m     | 25,36 s | 5,97 m     | 43,98 m   | 2:15,43 min | 5908   | 20    |
| Kateřina Cachová | Punkte    | 1005         | 941        | 637         | 854     | 840        | 744       | 887         | 5908   | 20    |